# Богданівці (станція)
49°22′26″ пн. ш. 27°08′22″ сх. д. / 49.373888888889° пн. ш. 27.139444444444° сх. д.
Богданівці — проміжна залізнична станція 4-го класу Жмеринської дирекції Південно-Західної залізниці на електрифікованій дільниці Жмеринка — Гречани між зупинними пунктами Верхня Ділянка (5 км) та Копистин (1 км). Розташована в однойменному селищі Хмельницького району Хмельницької області.

## Історія
Станція відкрита у 1871 році.

## Пасажирське сполучення
На станції зупиняються приміські електропоїзди сполученням Жмеринка — Гречани та електропоїзд Гречани — Київ.